# Wysokie Koło
Wysokie Koło – wieś sołecka (dawniej miasto) w Polsce położona w województwie mazowieckim, w powiecie kozienickim, w gminie Gniewoszów.
Wieś jest siedziba rzymskokatolickiej parafii Najświętszej Maryi Panny Królowej Różańca Świętego. Znajduje się tu Sanktuarium NMP Królowej Różańca Świętego.
| SIMC    | Nazwa   | Rodzaj    |
| ------- | ------- | --------- |
| 0620375 | Powiśle | część wsi |

Prywatna wieś szlachecka, położona była w drugiej połowie XVI wieku w powiecie radomskim województwa sandomierskiego. Wysokie Koło uzyskało lokację miejską przed 1748 rokiem, zdegradowane przed 1787 rokiem. W latach 1975–1998 miejscowość administracyjnie należała do województwa radomskiego.
Przez miejscowość przebiega droga wojewódzka nr 738.
Cmentarz wojenny założony w 1914 roku. W zbiorczych mogiłach pochowani są żołnierze armii austriackiej, niemieckiej i rosyjskiej, którzy w październiku 1914 roku stoczyli ciężkie boje o twierdzę dęblińską. Przypuszczalnie pochowanych jest około kilka tysięcy żołnierzy.